# Ashleigh Plumptre
Ashleigh Plumptre, née le 8 mai 1998 à Leicester, est une footballeuse internationale nigériane. Elle évolue en défense centrale à Al-Ittihad.

## Biographie
Ashleigh Plumptre grandit à Melton Mowbray, près de Leicester. De huit à quatorze ans, elle joue avec les équipes de jeunes de Leicester City. En 2013, elle rejoint les moins de 17 ans de Birmingham City, puis Derby County.

### En club
À 16 ans, Ashleigh Plumptre dispute ses premiers matches en WSL avec Notts County. Avec les Magpies, elle atteint notamment la finale de coupe d'Angleterre, disputée à Wembley, où elle est remplaçante.
En 2016, elle part pour la Californie où elle suit des études de biologie à l'Université de Californie du Sud. Elle joue avec les USC Trojans en NCAA, avec qui elle remporte le titre en 2016. Elle évolue également en UWS avec le LA Galaxy OC.
À la fin de son parcours universitaire, en décembre 2019, malgré l'intérêt de plusieurs clubs de WSL, elle décide de signer dans le club de sa ville natale, qu'elle supporte depuis sa naissance, Leicester City, qui évolue alors en Championship,. Après avoir signé son premier contrat professionnel en 2020, elle participe à la promotion du club en première division en 2021. Elle inscrit son premier but en WSL face à West Ham le 13 février 2022.
Elle quitte Leicester à l'issue de son contrat en juillet 2023.
Le 15 septembre 2023, elle rejoint Al-Ittihad.

### En sélection
Après avoir joué pour l'Angleterre dans la plupart des catégories de jeunes, elle porte finalement les couleurs du Nigeria en senior. Elle possède en effet la nationalité nigériane grâce à son grand-père paternel, né à Lagos. En 2021, elle rejoint les Super Eagles pour un stage en Autriche, avant de disputer son premier match le 18 février 2022 face à la Côte d'Ivoire pendant les éliminatoires de la CAN 2022.
Avec sa sélection, elle se qualifie pour la coupe du monde 2023 et gagne sa première coupe d'Afrique féminine des nations au Maroc face au pays hôte 3-2  après avoir été menée 2-0.

### Vie privée
Ashleigh Plumptre est ambassadrice de l'association Menphys, qui œuvre pour les jeunes atteints de handicap. Elle a un frère autiste.

## Palmarès
Palmarès en sélection
 Nigeria
- Vainqueur de la Coupe d'Afrique des nations 2024

Palmarès en club
 Notts County
- Coupe d'Angleterre
  - Finaliste en 2015
- Coupe de la ligue anglaise
  - Finaliste en 2015

 USC Trojans
- NCAA
  - Championne en 2016

 LA Galaxy OC
- UWS Championship
  - Championne en 2019

 Leicester City
- FA Championship
  - Championne en 2020-2021